# Akeem Latifu
Akeem Latifu (Kano, 16 novembre 1989) è un ex calciatore nigeriano, di ruolo difensore.

## Caratteristiche tecniche
Latifu può giocare come terzino destro o come centrocampista centrale.

## Carriera

### Club
Latifu ha iniziato la carriera in patria, giocando con le maglie di Bussdor United, Ocean Boys e Akwa United. Successivamente, il giocatore ha lasciato il paese natio per trasferirsi in Europa, più precisamente in Norvegia.
Il 16 giugno 2010, infatti, è stato reso noto il suo passaggio allo Strømsgodset. Latifu aveva sostenuto un provino con il club già nel dicembre precedente. Il giocatore avrebbe potuto essere impiegato con la nuova squadra a partire dal 1º agosto. Il 29 luglio si è aggregato al resto della squadra ed ha scelto la maglia numero 16. Ha debuttato in Eliteserien in data 8 agosto, quando ha sostituito Lars Sætra nel successo per 1-2 sul campo dello Stabæk.
Il 25 marzo 2011 è stata ufficializzata la sua cessione in prestito all'Hødd. Ha esordito per la nuova squadra il 3 aprile, schierato titolare nel successo per 3-0 contro il Bodø/Glimt. Il 4 settembre dello stesso anno ha realizzato la prima rete in campionato, nella vittoria casalinga per 2-1 contro il Randaberg.
L'anno seguente, Latifu ha contribuito alla vittoria finale del Norgesmesterskapet 2012: nella finale contro il Tromsø, terminata 1-1 dopo i tempi supplementari, ha segnato il suo tiro di rigore e ha aiutato l'Hødd ad imporsi per 4-2. Il 23 luglio 2013 gli è stato impedito di partecipare alla trasferta in Kazakistan contro l'Aqtöbe, valido per il secondo turno di qualificazione all'Europa League 2013-2014, non essendogli stato concesso il visto: non è stata fornita alcuna spiegazione per questa decisione.
Il 9 agosto 2013, è passato all'Aalesund con la formula del prestito fino al termine della stagione. Ha esordito con questa maglia in data 11 agosto, sostituendo Demar Phillips nella vittoria per 3-1 sul Sarpsborg 08. Il 28 febbraio 2014, il trasferimento del giocatore è diventato a titolo definitivo e Latifu ha firmato un contratto biennale. Il 4 ottobre ha realizzato la prima rete nella massima divisione norvegese, nel pareggio per 2-2 contro l'Odd. È rimasto svincolato al termine del campionato 2015.
Libero da vincoli contrattuali, il 22 febbraio 2016 è stato reso noto che Latifu ha firmato un contratto valido per il successivo anno e mezzo con gli ucraini della Stal' Dniprodzeržyns'k. Ha esordito in Prem"jer-liha in data 19 marzo, schierato titolare nella vittoria interna per 1-0 sull'Hoverla. Rimasto in squadra sino al termine della stagione, ha totalizzato 7 presenze tra campionato e coppa nazionale, senza alcuna marcatura.
Il 28 giugno 2016, l'Alanyaspor ha ufficializzato sul proprio sito internet l'ingaggio di Latifu. Nel settembre successivo ha rescisso l'accordo che lo legava al club.
Libero da vincoli contrattuali, in data 21 gennaio 2017 ha firmato ufficialmente per lo Zirə, compagine azera militante in Premyer Liqası. Il 29 gennaio ha esordito in squadra, schierato titolare nella vittoria per 2-1 sull'AZAL. Il 23 aprile ha segnato una rete ai danni del Neftçi Baku.
Il 26 luglio 2017 dopo un periodo di prova si è accasato ufficialmente ai campioni d'Ungheria in carica dell'Honvéd firmando un contratto annuale. Esordisce con la sua nuova squadra tre giorni dopo il suo arrivo nel 2-2 interno contro il valevole per il campionato, il 27 novembre dopo essere stato impiegato in tutte le partite giocate tra coppa e campionato si rende protagonista di una accesa lite in allenamento aggredendo il compagno di squadra Lanzafame che di fatto lo porta al licenziamento dal club di Kispest.
Il 15 febbraio 2018, Latifu ha fatto ritorno in Norvegia per giocare nel Sogndal, a cui si è legato con un contratto biennale.
Il 3 febbraio 2019, Latifu ha firmato un accordo biennale con il Mjøndalen.
Il 30 giugno 2020 si è trasferito al Jerv, legandosi al club con un accordo triennale. Il 21 agosto 2021 ha rescisso l'accordo che lo legava al club.

### Nazionale
Latifu ha fatto parte della Nigeria under 20 che ha partecipato al mondiale Under-20 del 2007: ha giocato 4 partite in questa competizione. In totale, ha disputato 9 partite per questa selezione. Nel 2015 arriva la chiamata della nazionale maggiore con cui disputa 2 partite amichevoli rispettivamente contro Uganda e Sudafrica.

## Statistiche

### Presenze e reti nei club
Statistiche aggiornate al 1º maggio 2022.
| Stagione        | Club                   | Campionato      | Campionato | Campionato | Coppe nazionali | Coppe nazionali | Coppe nazionali | Coppe continentali | Coppe continentali | Coppe continentali | Supercoppe | Supercoppe | Supercoppe | Totale | Totale |
| Stagione        | Club                   | Comp            | Pres       | Reti       | Comp            | Pres            | Reti            | Comp               | Pres               | Reti               | Comp       | Pres       | Reti       | Pres   | Reti   |
| --------------- | ---------------------- | --------------- | ---------- | ---------- | --------------- | --------------- | --------------- | ------------------ | ------------------ | ------------------ | ---------- | ---------- | ---------- | ------ | ------ |
| 2007-2008       | Bussdor United         | PL              | 35         | 10         | FACup           | ?               | ?               | -                  | -                  | -                  | -          | -          | -          | 35+    | 10+    |
| 2008-2009       | Ocean Boys             | PL              | 12         | 1          | FACup           | ?               | ?               | -                  | -                  | -                  | -          | -          | -          | 12+    | 1+     |
| 2009-2010       | Akwa United            | PL              | 15         | 5          | FACup           | ?               | ?               | -                  | -                  | -                  | -          | -          | -          | 15+    | 5+     |
| ago.-dic. 2010  | Strømsgodset           | ES              | 2          | 0          | CN              | 0               | 0               | -                  | -                  | -                  | -          | -          | -          | 2      | 0      |
| 2011            | Hødd                   | 1D              | 30         | 1          | CN              | 3               | 1               | -                  | -                  | -                  | -          | -          | -          | 33     | 2      |
| 2012            | Hødd                   | 1D              | 29         | 1          | CN              | 7               | 0               | -                  | -                  | -                  | -          | -          | -          | 36     | 1      |
| gen.-ago. 2013  | Hødd                   | 1D              | 17         | 3          | CN              | 3               | 0               | UEL                | 1                  | 0                  | -          | -          | -          | 21     | 3      |
| Totale Hødd     | Totale Hødd            | Totale Hødd     | 76         | 5          |                 | 13              | 1               |                    | 1                  | 0                  |            | -          | -          | 90     | 6      |
| ago.-dic. 2013  | Aalesund               | ES              | 11         | 0          | CN              | -               | -               | -                  | -                  | -                  | -          | -          | -          | 11     | 0      |
| 2014            | Aalesund               | ES              | 29         | 1          | CN              | 4               | 1               | -                  | -                  | -                  | -          | -          | -          | 33     | 1      |
| 2015            | Aalesund               | ES              | 29         | 1          | CN              | 3               | 0               | -                  | -                  | -                  | -          | -          | -          | 32     | 1      |
| Totale Aalesund | Totale Aalesund        | Totale Aalesund | 69         | 2          |                 | 7               | 1               |                    | -                  | -                  |            | -          | -          | 76     | 3      |
| feb.-giu. 2016  | Stal' Dniprodzeržyns'k | PL              | 6          | 0          | CU              | 1               | 0               | -                  | -                  | -                  | -          | -          | -          | 7      | 0      |
| ago.-set. 2016  | Alanyaspor             | SL              | 0          | 0          | CT              | 0               | 0               | -                  | -                  | -                  | -          | -          | -          | 0      | 0      |
| gen.-giu. 2017  | Zirə                   | PL              | 11         | 1          | CA              | -               | -               | -                  | -                  | -                  | -          | -          | -          | 11     | 1      |
| lug.-nov. 2017  | Honvéd                 | NBI             | 14         | 0          | MK              | 2               | 0               | UCL                | -                  | -                  | -          | -          | -          | 16     | 0      |
| 2018            | Sogndal                | 1D              | 27+2       | 2+0        | CN              | 2               | 0               | -                  | -                  | -                  | -          | -          | -          | 31     | 2      |
| 2019            | Mjøndalen              | ES              | 18         | 0          | CN              | 4               | 0               | -                  | -                  | -                  | -          | -          | -          | 22     | 0      |
| 2020            | Jerv                   | 1D              | 22         | 0          | -               | -               | -               | -                  | -                  | -                  | -          | -          | -          | 22     | 0      |
| gen.-ago. 2021  | Jerv                   | 1D              | 3          | 1          | CN              | 1               | 0               | -                  | -                  | -                  | -          | -          | -          | 4      | 1      |
| Totale Jerv     | Totale Jerv            | Totale Jerv     | 25         | 1          |                 | 1               | 0               |                    | -                  | -                  |            | -          | -          | 26     | 1      |
| Totale carriera | Totale carriera        | Totale carriera | 310+2      | 27+0       |                 | 30+             | 2+              |                    | 1                  | 0                  |            | -          | -          | 343+   | 29+    |

### Cronologia presenze e reti in nazionale
| Cronologia completa delle presenze e delle reti in nazionale ― Nigeria | Cronologia completa delle presenze e delle reti in nazionale ― Nigeria | Cronologia completa delle presenze e delle reti in nazionale ― Nigeria | Cronologia completa delle presenze e delle reti in nazionale ― Nigeria | Cronologia completa delle presenze e delle reti in nazionale ― Nigeria | Cronologia completa delle presenze e delle reti in nazionale ― Nigeria | Cronologia completa delle presenze e delle reti in nazionale ― Nigeria | Cronologia completa delle presenze e delle reti in nazionale ― Nigeria |
| Data                                                                   | Città                                                                  | In casa                                                                | Risultato                                                              | Ospiti                                                                 | Competizione                                                           | Reti                                                                   | Note                                                                   |
| ---------------------------------------------------------------------- | ---------------------------------------------------------------------- | ---------------------------------------------------------------------- | ---------------------------------------------------------------------- | ---------------------------------------------------------------------- | ---------------------------------------------------------------------- | ---------------------------------------------------------------------- | ---------------------------------------------------------------------- |
| 25-3-2015                                                              | Uyo                                                                    | Nigeria                                                                | 0 – 1                                                                  | Uganda                                                                 | Amichevole                                                             | -                                                                      | 88’                                                                    |
| 29-3-2015                                                              | Nelspruit                                                              | Sudafrica                                                              | 1 – 1                                                                  | Nigeria                                                                | Amichevole                                                             | -                                                                      | 21’                                                                    |
| Totale                                                                 |                                                                        | Presenze                                                               | 2                                                                      |                                                                        | Reti                                                                   | 0                                                                      |                                                                        |

## Palmarès

### Club

#### Competizioni nazionali
- Coppa di Norvegia: 1

Hødd: 2012